# La Caleta
La Caleta és una petita platja urbana del municipi de Sitges (Garraf) situada a llevant de la platja d'Aiguadolç. Té una longitud de 24 metres i una amplada mitjana d'11 metres, formada per sorra mitjana i fina, còdols i blocs.